# Lista de prefeitos de Brejo da Madre de Deus
Esta é a lista de prefeitos da cidade de Brejo da Madre de Deus, estado de Pernambuco.
| N° | Nome                                                 | Imagem                | Partido               | Início do mandato       | Fim do mandato                                                                                            | Observações                                                                                   |
| 1  | Francisco Alves Cavalcanti Camboim - Barão de Buíque |                       | PRF                   | 1° de janeiro de 1892   | 4 de fevereiro de 1896                                                                                    | 1º Prefeito constitucional.                                                                   |
| 2  | Capitolino Marinho Falcão                            |                       | PRF                   | 6 de fevereiro de 1896  | 10 de fevereiro de 1901                                                                                   |                                                                                               |
| 3  | Tenente-coronel Pedro Firmino de Medeiros            |                       | PAN                   | 11 de fevereiro de 1901 | 4 de abril de 1904                                                                                        | Prefeito eleito.                                                                              |
| 4  | Capitolino Marinho Falcão                            |                       | PAN                   | 5 de abril de 1904      | 16 de junho de 1905                                                                                       | Prefeito eleito. Faleceu no cargo.                                                            |
| 5  | Francelino Araújo de Albuquerque                     |                       | PAN                   | 17 de junho de 1905     | 8 de outubro de 1906                                                                                      |                                                                                               |
| 6  | Antonio Marinho dos Santos                           |                       | PAN                   | 9 de outubro de 1906    | 18 de dezembro de 1908                                                                                    | Prefeito eleito.                                                                              |
| 7  | Joaquim José Tavares de Souza                        |                       | PAN                   | 19 de dezembro de 1908  | 4 de janeiro de 1910                                                                                      | Prefeito nomeado.                                                                             |
| 8  | Antonio Marinho dos Santos                           |                       | PRC                   | 5 de janeiro de 1910    | 12 de março de 1912                                                                                       | Prefeito eleito. Renunciou ao mandato, juntamente com o sub-prefeito Manoel Benigno da Silva. |
| 9  | Melchiades Marinho Falcão                            |                       | PRC                   | 13 de março de 1912     | 19 de maio de 1912                                                                                        | Presidente do conselho municipal, assumiu o cargo interinamente.                              |
| 10 | Antonio Magalhães da Silva Porto                     |                       | PRC                   | 20 de maio de 1912      | 5 de setembro de 1912                                                                                     |                                                                                               |
| 11 | Geminiano do Rego Maciel                             |                       | PRD                   | 6 de setembro de 1912   | 12 de fevereiro de 1916                                                                                   | Prefeito eleito.                                                                              |
| 12 | Firmino Rodrigues Lins de Albuquerque                |                       | PRD                   | 13 de fevereiro de 1916 | 31 de dezembro de 1918                                                                                    | Prefeito eleito.                                                                              |
| 13 | Adjar do Rego Maciel                                 |                       | PRD                   | 1° de janeiro de 1919   | 6 de novembro de 1922                                                                                     | Prefeito eleito.                                                                              |
| 14 | Capitão Antônio Rodrigues Vilella                    |                       | PRD                   | 7 de novembro de 1922   | 20 de março de 1923                                                                                       | Sub-Prefeito                                                                                  |
| 15 | Agnelo Tavares de Souza Campos                       |                       | PFD                   | 21 de março de 1923     | 18 de setembro de 1923                                                                                    | Presidente do conselho municipal, assumiu o cargo interinamente.                              |
| 16 | Capitão Antonio Gonzaga de Araújo                    |                       | PFD                   | 19 de setembro de 1923  | 2 de junho de 1925                                                                                        |                                                                                               |
| 17 | Abílio Cesar de Barros Correia                       |                       | PFD                   | 3 de junho de 1925      | 17 de novembro de 1927                                                                                    | Durante o seu mandato a sede do município foi deslocada para Belo Jardim                      |
| 18 | Capitão Antonio Araújo dos Prazeres                  |                       | PP                    | 18 de novembro de 1927  | 14 de setembro de 1930                                                                                    | Durante o seu mandato o Brejo retoma o posto de sede do município                             |
| 19 | Alípio Magalhães da Silva Porto - "Sinhôzinho"       |                       | PP                    | 15 de setembro de 1930  | 3 de outubro de 1930                                                                                      | Prefeito nomeado. Renunciou após 18 dias de governo.                                          |
| 20 | Abílio Telmo da Rocha Barros                         |                       | PP                    | 4 de outubro de 1930    | 11 de maio de 1932                                                                                        | Prefeito nomeado.                                                                             |
| 21 | Miltrão Bezerra de Carvalho                          |                       | PSD                   | 12 de maio de 1932      | 2 de outubro de 1934                                                                                      | Prefeito nomeado.                                                                             |
| 22 | Gustavo Marinho Falcão                               |                       | PSD                   | 3 de outubro de 1934    | 21 de novembro de 1936                                                                                    | Prefeito eleito.                                                                              |
| 23 | Djalma Barreto de Menezes                            |                       | PSD                   | 22 de novembro de 1936  | |                                                                                               |
| 24 | Gustavo Marinho Falcão                               |                       | PSD                   | 1937                    | 1941 | Prefeito nomeado.                                                                             |
| 25 | Dirceu Valença de Oliveira                           |                       | PSD                   | 1941                    | | Prefeito nomeado.                                                                             |
| 26 | José Manoel de Queiroz                               |                       | PL                    |                         | |                                                                                               |
| 27 | Coronel Urbano Ribeiro de Sena                       |                       | PL                    |                         | |                                                                                               |
| 28 | Erasmo de Oliveira Campos                            |                       | PSD                   | 1946                    | | Prefeito nomeado.                                                                             |
| 29 | Lourival Pereira de Brito                            |                       | PSD                   |                         | |                                                                                               |
| 30 | Padre Petrônio Barbosa                               |                       | PSD                   | 1947                    | | Prefeito nomeado.                                                                             |
| 31 | José Batista de Queiros Sobrinho - "Dudu Queiroz"    |                       | PSD                   | 31 de janeiro de 1948   | 1950 | Prefeito eleito.                                                                              |
| 32 | Marcos Tavares de Melo                               |                       | PDC                   | 1950                    | | Vice-prefeito.                                                                                |
| 33 | Antonio de Sousa Dantas                              |                       | PSD                   | 31 de janeiro de 1951   | 1954 | Prefeito eleito. Renunciou ao mandato.                                                        |
| 34 | Abílio Telmo da Rocha Barros                         |                       | UDN                   | 1954                    | 1954 | Presidente da Câmara municipal, assumiu interinamente.                                        |
| 35 | Napoleão Batista Nogueira                            |                       | PSD                   | 1954                    | 1955 | Eleito por meio de eleição suplementar.                                                       |
| 36 | José Inácio da Silva                                 |                       | PRP                   | 31 de janeiro de 1955   | 1959 | Prefeito eleito. Renunciou ao mandato.                                                        |
| 37 | José Nunes Sobrinho                                  |                       | PR                    | 1959                    | 1959 | Presidente da Câmara municipal, assumiu interinamente.                                        |
| 38 | Orestes Rodrigues de Freitas                         |                       | PSD                   | 1959                    | 1959 | Vice-prefeito, assumiu interinamente.                                                         |
| 39 | Gilvan Cavalcanti de Oliveira                        |                       | UDN                   | 31 de janeiro de 1959   | 1963 | Prefeito eleito.                                                                              |
| 40 | Paulo Lucena de Mendonça                             |                       | PSD                   | 31 de janeiro de 1963   | 1969 | Prefeito eleito.                                                                              |
| 41 | Mário Falcão                                         |                       | ARENA                 | 31 de janeiro de 1969   | 1973 | Prefeito eleito.                                                                              |
| 42 | Capitão Abelardo Argentino Calumby                   |                       | ARENA                 | 31 de janeiro de 1973   | 1974 | Prefeito eleito. Faleceu no cargo.                                                            |
| 43 | Israel Cordeiro de Almeida                           |                       | ARENA                 | 1974                    | 1977 | Vice-prefeito, Assumiu o cargo em virtude do falecimento do titular.                          |
| 44 | Marly de Sousa Vieira Mendonça                       |                       | ARENA                 | 1° de fevereiro de 1977 | 1983 | 1ª Prefeita.                                                                                  |
| 45 | Israel Cordeiro de Almeida                           |                       | PDS                   | 1° de fevereiro de 1983 | 31 de dezembro de 1988                                                                                    | Prefeito eleito.                                                                              |
| 46 | José Inácio da Silva                                 |                       | PFL                   | 1º de janeiro de 1989   | 31 de dezembro de 1992                                                                                    | Prefeito eleito.                                                                              |
| 47 | Dr. José Edson de Sousa                              |                       | PFL                   | 1º de janeiro de 1993   | 31 de dezembro de 1996                                                                                    | Prefeito eleito.                                                                              |
| 48 | José Inácio da Silva                                 |                       | PFL                   | 1º de janeiro de 1997   | 31 de dezembro de 2000                                                                                    | Prefeito eleito.                                                                              |
| 49 | Roberto Abrahamian Asfora                            |                       | PPS                   | 1º de janeiro de 2001   | 31 de dezembro de 2004                                                                                    | Prefeito eleito                                                                               |
| 49 | Roberto Abrahamian Asfora                            | PMDB                  | 1º de janeiro de 2005 | 31 de dezembro de 2008  | Prefeito reeleito                                                                                         |                                                                                               |
| 50 | Dr. José Edson de Sousa                              |                       | PTB                   | 1º de janeiro de 2009   | 31 de dezembro de 2012                                                                                    | Prefeito eleito                                                                               |
| 50 | Dr. José Edson de Sousa                              | 1º de janeiro de 2013 | PTB                   | 16 de abril de 2013     | Prefeito reeleito. (Teve o diploma cassado pelo Tribunal Regional Eleitoral e foi afastado da prefeitura) |                                                                                               |
| 51 | Hilário Paulo da Silva                               |                       | PSDC                  | 16 de abril de 2013     | 31 de julho de 2013                                                                                       | Presidente da Câmara Municipal, assumiu o cargo interinamente.                                |
| 52 | Roberto Abrahamian Asfora                            |                       | PSDB                  | 1 de agosto de 2013     | 20 de agosto de 2014                                                                                      | Eleito por meio de eleição suplementar.                                                       |
| 53 | Dr. José Edson de Sousa                              |                       | PTB                   | 21 de agosto de 2014    | 31 de dezembro de 2016                                                                                    | Reassumiu o cargo de prefeito por decisão do Tribunal Superior Eleitoral.                     |
| 54 | Hilário Paulo da Silva                               |                       | PSD                   | 01 de janeiro de 2017   | 29 de maio de 2020                                                                                        | Prefeito eleito (Afastado provisoriamente para tratamento hospitalar decorrente do Covid-19). |
| 55 | Josevaldo Lopes de Aguiar                            |                       | REP                   | 05 de Junho de 2020     | 01 de julho de 2020                                                                                       | Vice-prefeito, assumiu o cargo interinamente.                                                 |
| 56 | Hilário Paulo da Silva                               |                       | PSD                   | 01 de julho de 2020     | 31 de dezembro de 2020                                                                                    | Reassumiu o cargo após a alta hospitalar.                                                     |
| 57 | Roberto Abrahamian Asfora                            |                       | PL                    | 01 de janeiro de 2021   | 31 de dezembro de 2024                                                                                    | Prefeito eleito                                                                               |
| 57 | Roberto Abrahamian Asfora                            | PP                    | 1° de janeiro de 2025 | Em exercício            | Prefeito reeleito em sufrágio universal                                                                   |                                                                                               |